# عادل أباد
عادل أباد رمزها «AD» (بالإنجليزية: Adilabad)‏ ، هو تقسيم إداري لدولة الهند تتبع ولاية أندرا برديش (بالإنجليزية: Andhra  Pradesh)‏ ، مركزها هو مدينة عادل أباد (بالإنجليزية: Adilabad)‏ عدد سكانها حسب تعداد سنة 2001 هو 2,479,347 ، مساحتها 16,105 كم² وكثافة السكان 154 لكل كم² .